# 1922年オーストラレーシアン選手権
1922年 オーストラレーシアン選手権（1922ねんオーストラレーシアンせんしゅけん、1922 Australasian Championships）に関する記事。オーストラリア・シドニー市内にある「ホワイトシティ・テニスクラブ」にて開催。

## 大会の流れ
- 本年度から全豪選手権でも「女子競技」が始まり、女子シングルス・女子ダブルス・混合ダブルスの3部門が増設された。1921年までの実施競技は、男子シングルス・男子ダブルスの2部門のみだった。
- 1926年まで、大会名称は「オーストラレーシアン選手権」（Australasian Championships）という名前であった。「オーストラリア選手権」（Australian Championships）の名称になるのは、1927年以後である。
- 初期の全豪選手権のように、外国人出場者が少なかった時期は、地元オーストラリア人選手の国旗表示を省略する。

## 大会経過

### 男子シングルス
準々決勝
- ジェームズ・アンダーソン vs. ビル・ダイブ　7-5, 6-4, 6-3
- ノーマン・ピーチ vs. ジャック・クレメンジャー　6-1, 6-1, 9-7
- ジョン・ホークス vs. A・フスナンス　不戦勝
- ジェラルド・パターソン vs. エリック・ジョーンズ　6-4, 5-7, 6-1, 10-8

準決勝
- ジェームズ・アンダーソン vs. ノーマン・ピーチ　1-6, 6-2, 6-2, 6-4
- ジェラルド・パターソン vs. ジョン・ホークス　8-6, 4-6, 7-5, 3-6, 10-8

### 女子シングルス
準々決勝
- マーガレット・モールズワース vs. マージョリー・マウンテン　6-4, 6-4
- ロルナ・ウッツ vs. カー　不戦勝
- シルビア・ランス vs. メアリー・エリオット　6-1, 6-2
- エスナ・ボイド vs. ジェシー・ワトソン　6-3, 6-2

準決勝
- マーガレット・モールズワース vs. ロルナ・ウッツ　6-2, 6-3
- エスナ・ボイド vs. シルビア・ランス　6-4, 10-8

## 決勝戦の結果
- 男子シングルス：ジェームズ・アンダーソン vs. ジェラルド・パターソン　6-0, 3-6, 3-6, 6-3, 6-2
- 女子シングルス：マーガレット・モールズワース vs. エスナ・ボイド　6-3, 10-8
- 男子ダブルス：ジェラルド・パターソン＆ジョン・ホークス vs. ジェームズ・アンダーソン＆ノーマン・ピーチ　8-10, 6-0, 6-0, 7-5
- 女子ダブルス：エスナ・ボイド＆マージョリー・マウンテン vs. ロルナ・ウッツ＆フローリス・セント・ジョージ　3-6, 6-4, 7-5
- 混合ダブルス：ジョン・ホークス＆エスナ・ボイド vs. ハロルド・ウッツ＆ロルナ・ウッツ　6-1, 6-1